# Governo Regional de Kim Kielsen I
O Governo Regional de Kim Kielsen (em groenlandês/gronelandês:  Naalakkersuisut Siulittaasuat Kim Kielsen, em dinamarquês:  Regeringen Kim Kielsen) foi um governo formado a partir das Eleições regionais na Groenlândia em 2014, e liderado por Kim Kielsen. Integrava o partido Avante (Siumut, social-democrata), o Partido da Comunidade (Atassut, social-conservador) e os Democratas (Demokraatit, social-liberal).

| Governo                        | Primeiro-ministro | Partidos                                                                 |
| ------------------------------ | ----------------- | ------------------------------------------------------------------------ |
| Governo Regional Kim Kielsen I | Kim Kielsen       | Avante (Siumut) Democratas (Demokraatit) Partido da Comunidade (Atassut) |

## Composição do Governo
| Pasta                                                                               | Titular             | Partido     |
| ----------------------------------------------------------------------------------- | ------------------- | ----------- |
| Primeiro Ministro (Landsstyreformand)                                               | Kim Kielsen         | Siumut      |
| Ministro das Relações Exteriores, da Economia, do Mercado de Trabalho e do Comércio | Vittus Qujaukitsoq  | Siumut      |
| Ministro das Finanças e das Matérias Primas                                         | Anda Uldum          | Demokraatit |
| Ministra da Natureza, do Ambiente e da Justiça                                      | Martha Lund Olsen   | Siumut      |
| Ministro da Educação, da Cultura e da Igualdade                                     | Mala Kuko Høy       | Atassut     |
| Ministro da Habitação, da Construção e das Infraestruturas                          | Knud Kristiansen    | Atassut     |
| Ministra da Infância, da Educação e da Igualdade de Género                          | Martha Lund Olsen   | Siumut      |
| Ministro do Comércio e do Crescimento                                               | Karl-Kristian Kruse | Siumut      |
| Ministra da Saúde e da Terceira Idade                                               | Doris Jakobsen      | Siumut      |
| Ministra da Cultura                                                                 | Nivi Olsen          | Demokraatit |